# Комитет национальной безопасности Казахстана
Комитет национальной безопасности Республики Казахстан (каз. Қазақстан Республикасының Ұлттық қауіпсіздік комитеті) — специальный государственный орган, непосредственно подчинённый Президенту Республики Казахстан, осуществляющий руководство единой системой органов национальной безопасности Республики Казахстан, разведывательной, контрразведывательной, оперативно-розыскной деятельностью, охраной Государственной границы Республики Казахстан, реализацией задач Службы правительственной связи и Службы специального назначения «А», межведомственную координацию в сферах деятельности, отнесенных к его компетенции, а также единую политику в области защиты государственных секретов.

## История
19 декабря 1991 года, спустя 3 дня после принятия Конституционного Закона о государственной независимости Республики Казахстан, Кабинет Министров РК руководствуясь Декларацией о государственном суверенитете Казахской Советской Социалистической Республики принял постановление  «О Комитете государственной безопасности Республики Казахстан», в котором говорилось, что Комитет государственной безопасности Республики Казахстан признаётся правопреемником союзно-республиканского органа управления КГБ СССР.
20 июня 1992 года постановлением Верховного Совета РК введён в действие подписанный Президентом Республики Казахстан «Закон Об органах национальной безопасности Республики Казахстан».
13 июля 1992 года Президент Республики Казахстан Нурсултан Назарбаев подписал Указ № 844 «О преобразовании Комитета государственной безопасности Республики Казахстан». Этот день считается днём рождения КНБ и ежегодно отмечается его работниками.
17 мая 2022 года президент Республики Казахстан подписал Указ о реформировании структуры КНБ и утверждении нового Положения о Комитете, нормы которого подверглись существенной переработке в связи с новыми угрозами национальной безопасности.

### Руководители предшествующих служб

#### Народные комиссары государственной безопасности КазССР
Народный комиссариат государственной безопасности Казахской ССР образован в феврале 1941 г. в результате разделения НКВД КазССР в соответствии с Указом Президиума Верховного Совета СССР от 3 февраля 1941 г. на два наркомата. В июле 1941 г. НКВД КазССР и Наркомат государственной безопасности КазССР были объединены.
В апреле 1943 г. НКВД КазССР был реорганизован с образованием двух наркоматов: НКВД КазССР и Наркомата государственной безопасности КазССР.
Первое формирование НКГБ (февраль — июль 1941 г.)
1. Бабкин, Алексей Никитич февраль 1941 г. — июль 1941 г.

Второе формирование НКГБ (апрель 1943 г. — март 1946 г.)
1. Бабкин, Алексей Никитич май 1943 г. — март 1944 г.
2. Огольцов, Сергей Иванович апрель 1944 г. — декабрь 1945 г.

#### Министры государственной безопасности КазССР
15 марта 1946 г. Наркомат государственной безопасности КазССР был реорганизован в Министерство государственной безопасности КазССР. В марте 1953 г. министерства внутренних дел и государственной безопасности были вновь объединены.
1. Бызов, Алексей Петрович (15 апреля 1946 — 21 сентября 1951 г.), генерал-майор;
2. Фитин, Павел Михайлович (27 сентября 1951 — 16 марта 1953 г.), генерал-лейтенант;[6]

#### Председатели Комитета государственной безопасности КазССР
В феврале-марте 1954 г. образован Комитет государственной безопасности КазССР (КГБ КазССР), функционировавший до декабря 1991 г.
1. Губин, Владимир Владимирович (4 августа 1954 — 20 мая 1959 г.), генерал-майор, с 9 января 1957 г. — генерал-лейтенант;
2. Лунев, Константин Федорович (31 августа 1959 — 12 апреля 1960 г.), генерал-майор;
3. Арстанбеков, Аубакир Абдраимович (12 апреля 1960 — 6 ноября 1963 г.), генерал-майор;
4. Евдокименко, Георгий Степанович (6 ноября 1963 — 4 ноября 1975 г.), полковник, с 10 декабря 1964 г. — генерал-майор, с 17 декабря 1969 г. — генерал-лейтенант;
5. Шевченко, Василий Тарасович (4 ноября 1975 — 16 февраля 1982 г.), генерал-майор, с 1977 г. — генерал-лейтенант;
6. Камалиденов, Закаш Камалиденович (16 февраля 1982 — 8 января 1986 г.), генерал-майор;
7. Мирошник, Виктор Михайлович (8 января 1986 — 29 марта 1990 г.), полковник, с 1986 г. — генерал-майор;
8. Вдовин, Николай Анатольевич (29 марта 1990 — 25 октября 1991 г.), генерал-майор;
9. Баекенов, Булат Абдрахманович (25 октября — 16 декабря 1991 г.), генерал-майор;[7]

## Задачи
Основные задачи:
1. участие в разработке и реализации государственной политики в области обеспечения безопасности личности, общества и государства;
2. добывание разведывательной информации в интересах Республики Казахстан в соответствии с законом Республики Казахстан «О внешней разведке»;
3. обеспечение президента, парламента, правительства и других государственных органов Республики Казахстан разведывательной информацией и аналитическими оценками, необходимыми для принятия решений в политической, финансово-экономической, военно-политической, научно-технической, гуманитарной, экологической и иных областях, затрагивающих национальные интересы Республики Казахстан;
4. содействие в реализации политики руководства государства в политической, военно-политической, финансово-экономической, научно-технической, гуманитарной, экологической и иных областях, затрагивающих национальные интересы Республики Казахстан;
5. обеспечение взаимодействия государственных органов и организаций Республики Казахстан в рамках разведывательного сообщества Республики Казахстан;
6. обеспечение безопасности загранучреждений Республики Казахстан и их персонала и реализация мер по защите государственных секретов и противодействию техническим разведкам в загранучреждениях Республики Казахстан;
7. осуществление контрразведывательной деятельности;
8. координация и осуществление деятельности по противодействию техническим разведкам в отношении сведений, составляющих государственные секреты;
9. выявление, предупреждение и пресечение террористической и иной деятельности, направленной на насильственное изменение конституционного строя, нарушение целостности и подрыв безопасности Республики Казахстан;
10. координация деятельности в сфере противодействия терроризму и экстремизму в Республике Казахстан;
11. выявление, пресечение, раскрытие и расследование уголовных правонарушений, отнесенных законодательством Республики Казахстан к ведению органов национальной безопасности;
12. обеспечение президента Республики Казахстан, государственных органов, вооружённых Сил Республики Казахстан, других войск и воинских формирований правительственной связью в мирное и военное время;
13. организация шифровальной работы в уполномоченных государственных органах, органах военного управления, национальной безопасности и внутренних дел Республики Казахстан;
14. обеспечение защиты и охраны государственной границы;
15. организация защищенной связи загранучреждений Республики Казахстан и обеспечение физической защиты загранучреждений Республики Казахстан;
16. обеспечение информационной безопасности сетей правительственной связи, республиканских сетей защищенной связи и сетей защищенной связи органов национальной безопасности;
17. организация и проведение контрразведывательных, специальных оперативно-разыскных мероприятий по заданиям субъектов контрразведывательной, оперативно-разыскной деятельности, а также создание условий для обеспечения их проведения;
18. управление, формирование и реализация единых подходов в органах национальной безопасности, а также организация их деятельности;
19. организация и проведение в установленном законодательством Республики Казахстан порядке негласных следственных действий, а также создание условий для обеспечения их проведения;
20. реализация единой государственной политики в области защиты государственных секретов;
21. разработка правовых, административных, экономических, технических, программных и криптографических мер по защите государственных секретов.

## Структура
Комитет национальной безопасности имеет ведомства (службы):
1. Пограничная служба Комитета национальной безопасности;
2. Служба правительственной связи Комитета национальной безопасности;
3. Служба специального назначения «А» Комитета национальной безопасности;
4. Служба внешней разведки Комитета национальной безопасности;
5. Авиационная служба Комитета национальной безопасности.

- территориальные органы, непосредственно подчинённые КНБ, — 20 департаментов КНБ;
- территориальные органы Пограничной службы — департаменты ПС КНБ;
- следственные изоляторы, учебные заведения, госпитали и другие учреждения.

Наиболее крупными учебными заведениями КНБ являются Академия КНБ Республики Казахстан и Академия Пограничной службы КНБ Республики Казахстан.
Другие организации в ведении КНБ:
1. Акционерное общество «Республиканский центр „Казимпэкс“»[8].
2. Акционерное общество «„Государственная техническая служба“ Комитета национальной безопасности Республики Казахстан»[9].
3. Республиканское государственное предприятие на праве хозяйственного ведения «Алмас» Комитета национальной безопасности Республики Казахстан[10].

## Председатели Комитета национальной безопасности РК
1. Баекенов, Булат Абдрахманович — с 20 июля 1992 по 27 декабря 1993 (с 16 декабря 1991 по 19 июля 1992 как председатель КГБ РК)
2. Токпакбаев, Сат Бесимбаевич — с 27 декабря 1993 по 8 ноября 1995
3. Джуманбеков, Дженисбек Мухамедкаримович — с 8 ноября 1995 по 12 мая 1997
4. Мусаев, Альнур Альжапарович — с 12 мая 1997 по 1 сентября 1998
5. Абыкаев, Нуртай Абыкаевич — с 1 сентября 1998 по 9 августа 1999
6. Мусаев, Альнур Альжапарович — с 9 августа 1999 по 5 мая 2001 (осуждён заочно)
7. Тажин, Марат Муханбетказиевич — с 5 мая 2001 по 11 декабря 2001
8. Дутбаев, Нартай Нуртаевич — с 11 декабря 2001 по 22 февраля 2006 (осуждён, отбыл срок)
9. Шабдарбаев, Амангельды Смагулович — с 2 марта 2006 по 9 декабря 2009.
10. Шаяхметов, Адиль Шаяхметович — с 9 декабря 2009 по 23 августа 2010
11. Абыкаев, Нуртай Абыкаевич — с 23 августа 2010 по 25 декабря 2015
12. Жумаканов, Владимир Зейноллович — с 25 декабря 2015 года[11] по 8 сентября 2016 года
13. Масимов, Карим Кажимканович — с 8 сентября 2016 года — 5 января 2022 (осужден, отбывает срок)
14. Сагимбаев, Ермек Алдабергенович — с 5 января 2022[1].

## Ведомственные награды
В соответствии с Указом Президента Республики Казахстан от 30 сентября 2011 года № 155 с последующими изменениями и дополнениями, ведомственными наградами КНБ Республики Казахстан считаются:
- Медали:
  - «Ұлттық қауіпсіздік комитетінің ардагері» (Ветеран Комитета национальной безопасности);
  - «Miнciз қызметі үшін» (За безупречную службу) І, II, ІІІ степеней;
  - «Ұлттық қауіпсіздікті қамтамасыз етудегі үлесі үшін» (За вклад в обеспечение национальной безопасности);
  - «Халықаралық ынтымақтастықты дамытуға қосқан үлесі үшін» (За вклад в развитие международного сотрудничества);
  - «Ұлттық қауіпсіздік қалқаны» (Щит национальной безопасности) I, II, III степеней (исключена Указом Президента РК от 31.05.2021 № 583).
- Нагрудные знаки:
  - «Ұлттық қауіпсіздік комитетінің құрметті қызметкері» (Почётный сотрудник Комитета национальной безопасности);
  - «Ұлттық қауіпсіздік комитетінің үздігі» (Отличник Комитета национальной безопасности) (ранее имел I, II степени).

На основании Указа Президента Республики Казахстан от 25 апреля 2017 года за № 467 была учреждена юбилейная медаль в ознаменование 25-летия образования Комитета национальной безопасности Республики Казахстан.

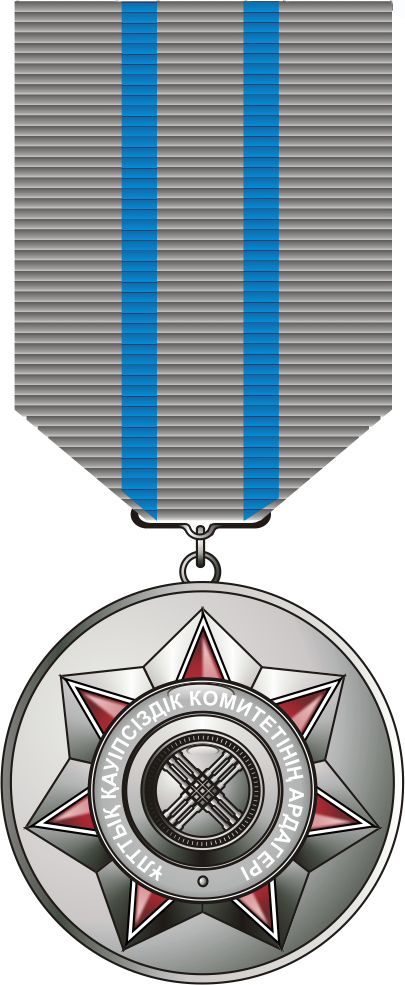
Медаль «Ветеран КНБ»
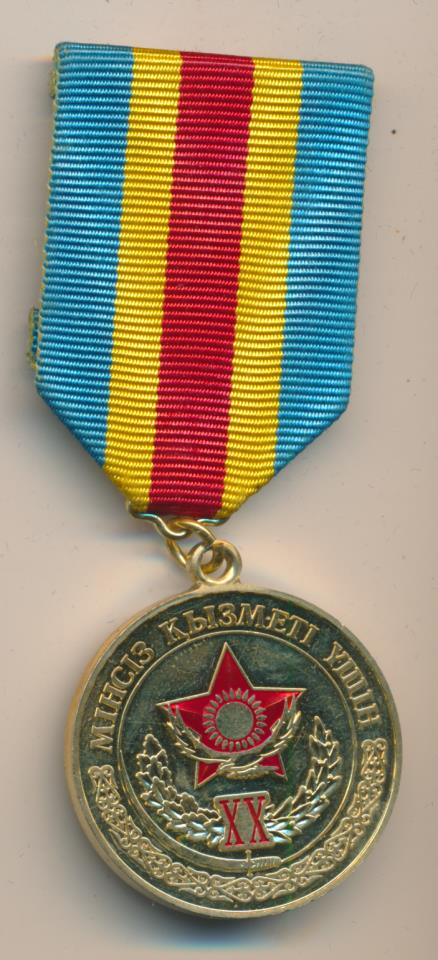
Медаль «За безупречную службу» 1 степени
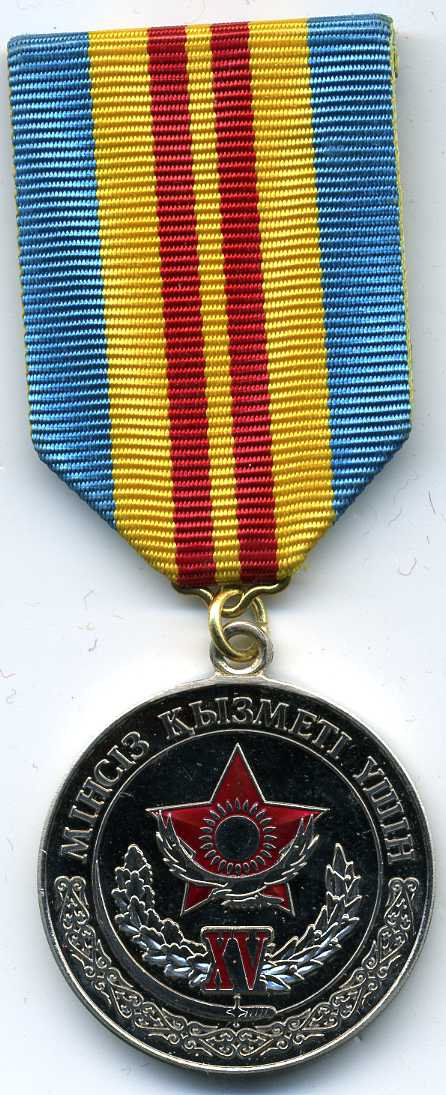
Медаль «За безупречную службу» 2 степени
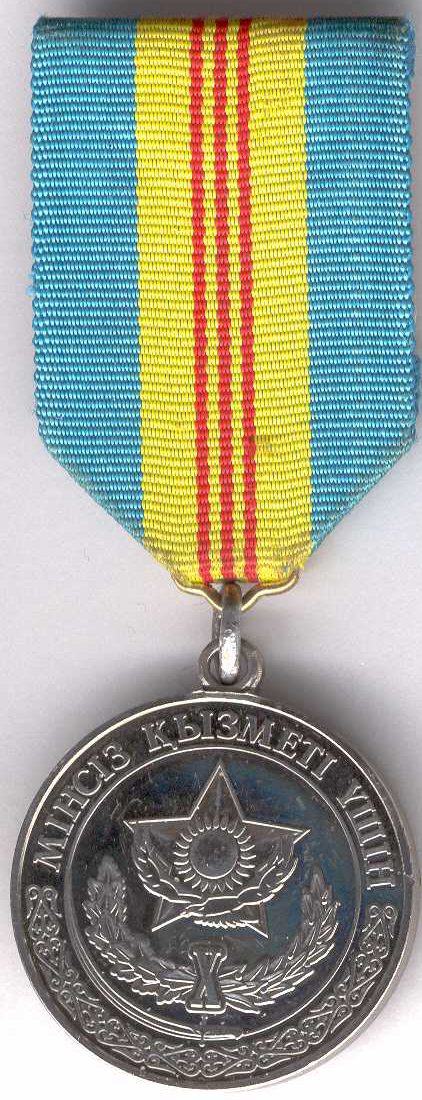
Медаль «За безупречную службу» 3 степени
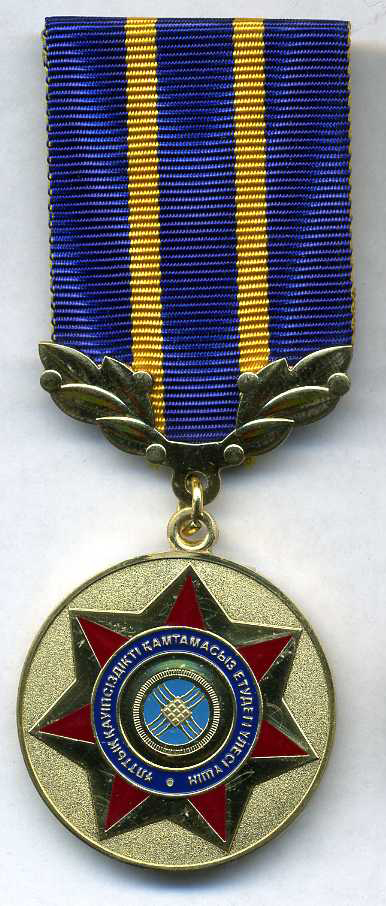
Медаль «За вклад в обеспечение национальной безопасности»
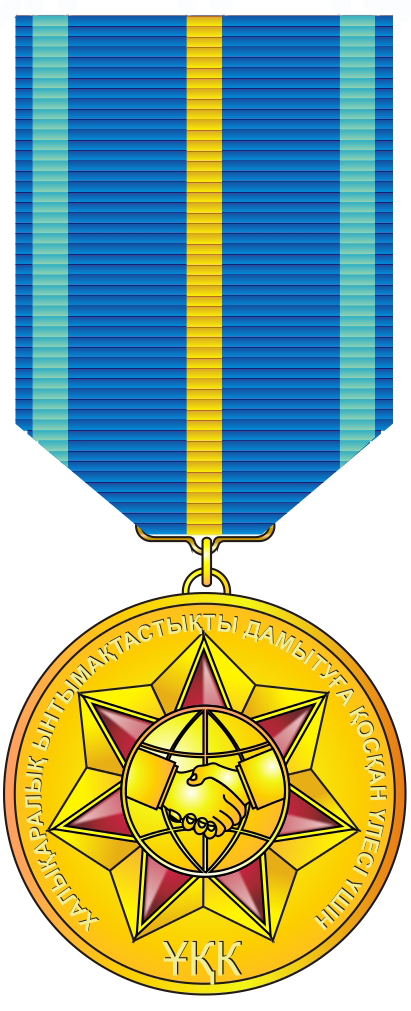
Медаль «За вклад в развитие международного сотрудничества»
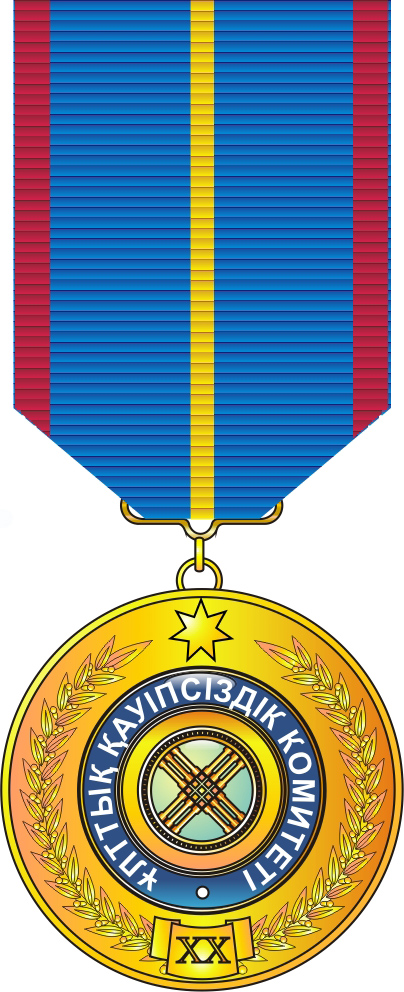
Медаль «Щит национальной безопасности» 1 степени (исключена)
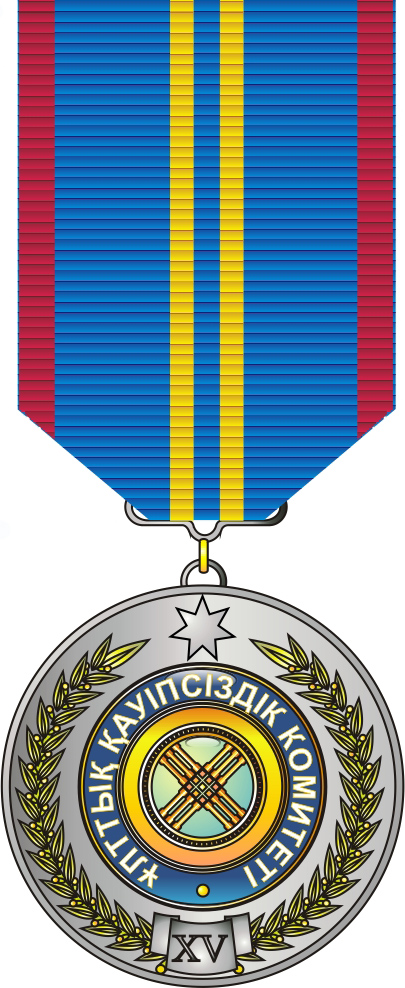
Медаль «Щит национальной безопасности» 2 степени (исключена)
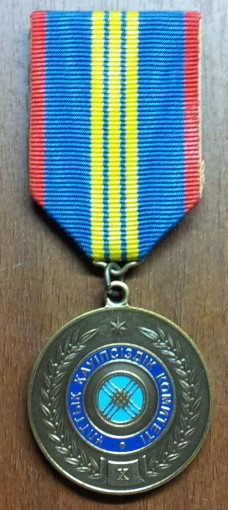
Медаль «Щит национальной безопасности» 3 степени (исключена)
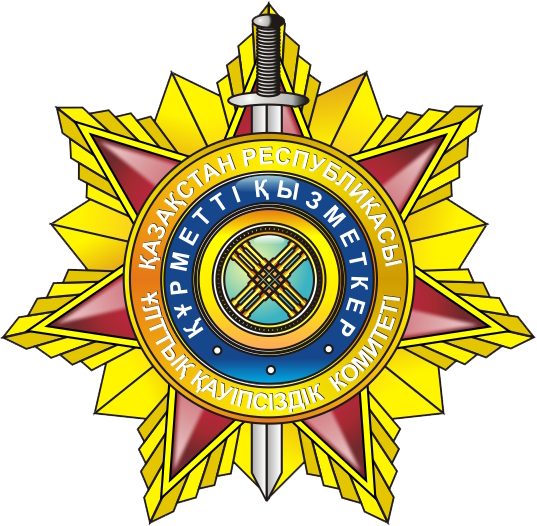
Нагрудный знак «Почётный сотрудник КНБ»
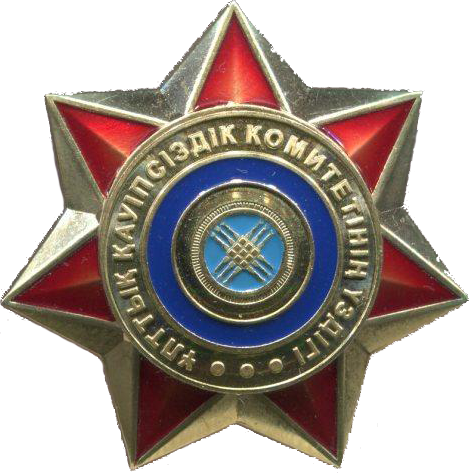
Нагрудный знак «Отличник КНБ» 1 степени (теперь без степеней)
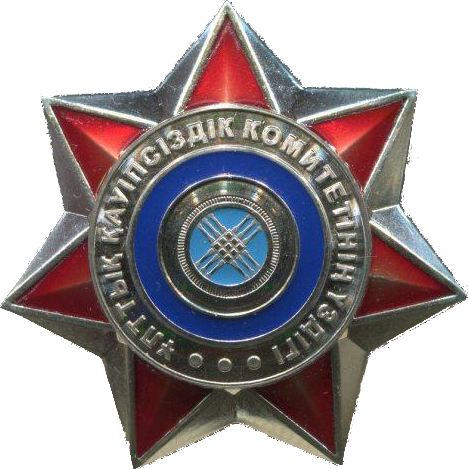
Нагрудный знак «Отличник КНБ» 2 степени (исключён)
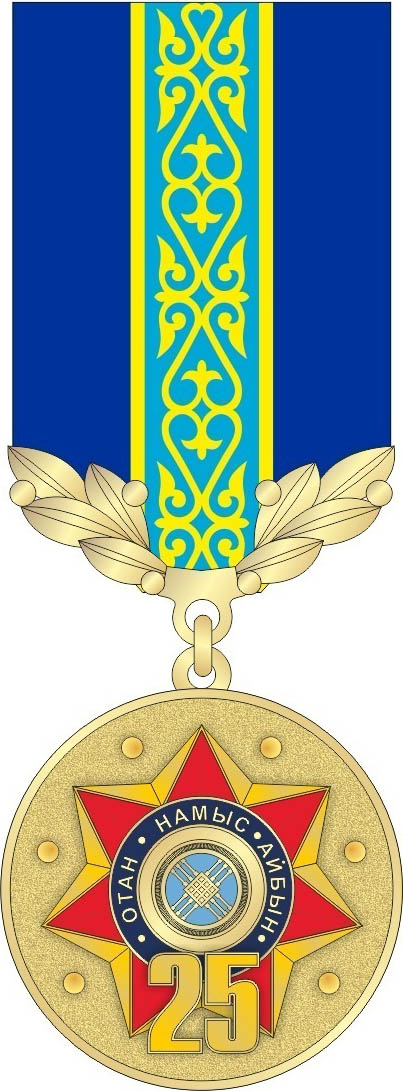
Юбилейная медаль «25 лет КНБ»

## Критика деятельности
Казахстанский правозащитник Евгений Жовтис, говорит - "Это можно очень просто объяснить - потому что это орган, который, по существу, под видом национальной безопасности или прикрываясь таковой, добился практически полной беcконтрольности. Пользуясь своим особым положением, это ведомство держит в страхе и простого гражданина, и депутата, и журналиста, и общество в целом».
Председатель комитета национальной безопасности уже независимого Казахстана Амангельды Шабдарбаев заявляет, что является «воспитанником старой школы». Впрочем, и все руководство страны во главе с президентом Нурсултаном Назарбаевым воспитано партийно-комсомольской школой.
Правозащитники утверждают, что деятельность КНБ не поддается контролю ни со стороны парламента, ни со стороны генеральной прокуратуры, а председатель КНБ Амангельды Шабдарбаев предпочитает давать интервью только провластным СМИ.